# Cantón de Marange-Silvange
El cantón de Marange-Silvange era una división administrativa francesa, que estaba situada en el departamento de Mosela y la región de Lorena.

## Composición
El cantón estaba formado por doce comunas:
- Amanvillers
- Bronvaux
- Fèves
- Marange-Silvange
- Montois-la-Montagne
- Norroy-le-Veneur
- Pierrevillers
- Plesnois
- Roncourt
- Sainte-Marie-aux-Chênes
- Saint-Privat-la-Montagne
- Saulny

## Supresión del cantón de Marange-Silvange
En aplicación del Decreto n.º 2014-183 de 18 de febrero de 2014, el cantón de Marange-Silvange fue suprimido el 22 de marzo de 2015 y sus 12 comunas pasaron a formar parte del nuevo cantón de Rombas.